# Pavona chiriquiensis
Pavona chiriquiensis là một loài san hô trong họ Agariciidae. Loài này được Glynn Maté & Stemann mô tả khoa học năm 2001.